# James Heappey

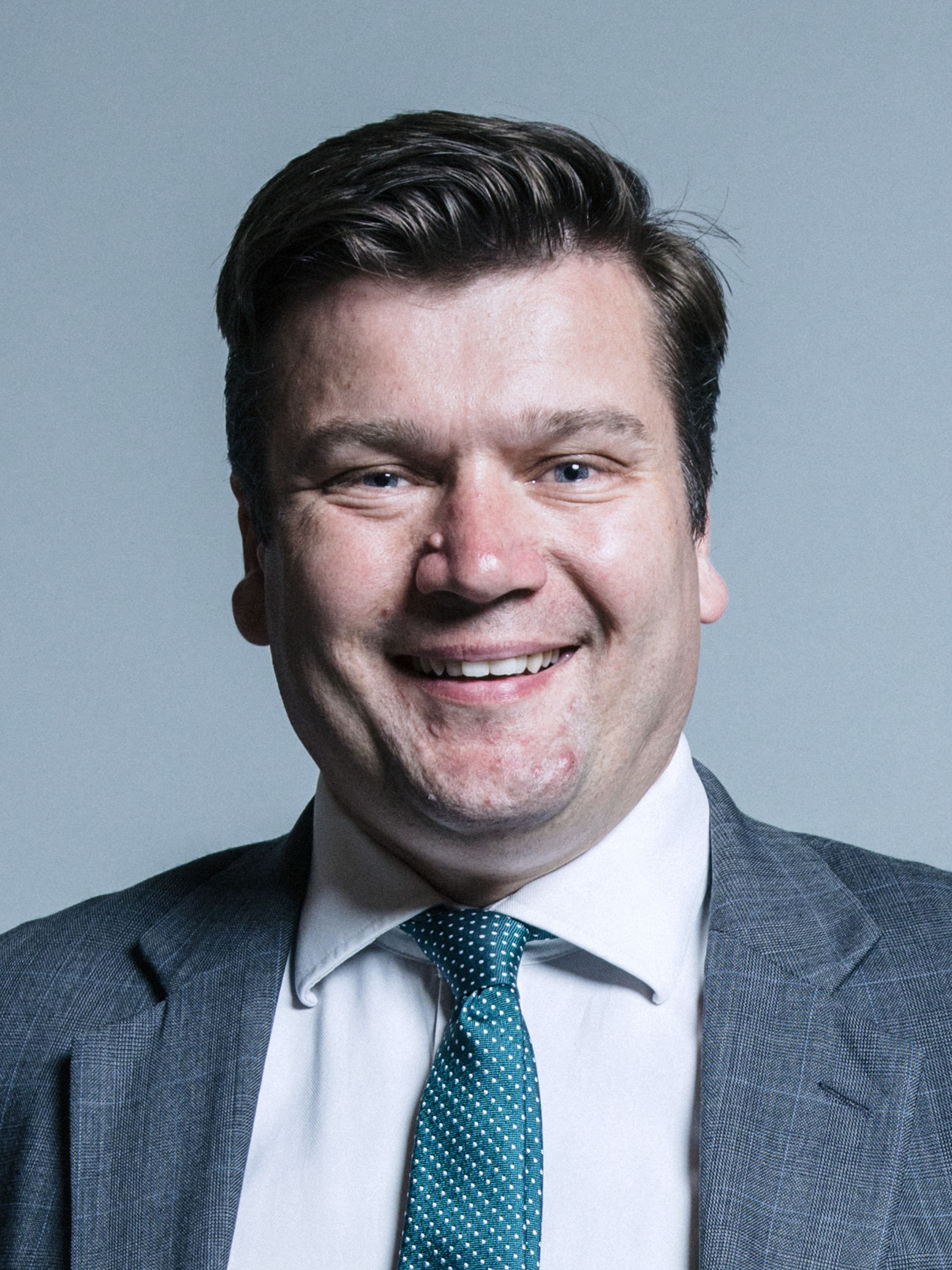
James Heappey (2017)

James Stephen Heappey (* 30. Januar 1981 in Nailsea, Somerset, England) ist ein britischer Politiker der Conservative Party, der seit 2015 Mitglied des Unterhauses (House of Commons) ist und verschiedene Regierungsämter bekleidete. Im Kabinett Truss war er vom 6. September bis zum 25. Oktober 2022 Staatsminister für die Streitkräfte und Veteranen im Verteidigungsministerium.

## Leben
James Stephen Heappey wuchs in Royal Sutton Coldfield und seiner Geburtsstadt Nailsea auf und absolvierte nach dem Besuch des Queen Elizabeth’s Hospital, einer Ganztagsschule im Bristoler Vorort Clifton, ein Studium der Politikwissenschaften an der University of Birmingham. Nach Abschluss des Studiums begann er eine Offiziersausbildung an der Royal Military Academy Sandhurst und wurde nach deren Abschluss am 7. August 2004 als Subalternoffizier mit dem Dienstgrad eines Leutnants (Second Lieutenant) und zeitgleich als Oberleutnant (Lieutenant) in die British Army übernommen, wobei das Dienstalter als Leutnant auf den 11. August 2001 sowie als Oberleutnant auf den 11. August 2003 zurückdatiert wurde. In der Folgezeit diente er als Offizier im Royal Gloucestershire, Berkshire and Wiltshire Regiment sowie nach dessen Auflösung 2007 im Infanterieregiment The Rifles, in dem er am 7. Februar 2007 zum Hauptmann (Captain) befördert wurde. Während dieser Zeit folgten Einsätze in Kabul (2005), Nordirland (2006), Basra (2007) und 2009 in Sangin in der afghanischen Provinz Helmand sowie in Kenia. 2011 wechselte er als Offizier in den Generalstab des Verteidigungsministeriums. Nach dem Besuch des Joint Services Command and Staff College wurde er am 31. Juli 2012 zum Major befördert. Für seine Verdienste bei den Einsätzen und als Offizier wurde er mehrfach ausgezeichnet und erhielt unter anderem die Operational Service Medal for Afghanistan, die General Service Medal, die Iraq Medal, die Accumulated Campaign Service Medal sowie 2012 die Queen Elizabeth II Diamond Jubilee Medal. Er schied am 2. November 2012 aus dem aktiven Militärdienst aus und war im Anschluss als wissenschaftlicher Mitarbeiter von Liam Fox tätig, dem Unterhausabgeordneten für den Wahlkreis North Somerset.
Bei der Unterhauswahl am 7. Mai 2015 wurde Heappey für die konservativen Tories im Wahlkreis Wells erstmals zum Mitglied des Unterhauses (House of Commons) gewählt und bei den darauffolgenden Unterhauswahlen am 8. Juni 2017 und 12. Dezember 2019 jeweils wiedergewählt. Zu Beginn seiner Parlamentszugehörigkeit engagierte er sich zwischen dem 8. Juli 2015 und dem 17. Oktober 2016 als Mitglied des Ausschusses für Energie und Klimawandel (Energy and Climate Change Committee).
Am 16. Dezember 2019 übernahm Heappey sein erstes Regierungsamt im zweiten Kabinett von Boris Johnson und fungierte bis zum 7. Juli 2022 als Parlamentarischer Unterstaatssekretär im Verteidigungsministerium (Parliamentary Under-Secretary, Ministry of Defence) sowie im Anschluss vom 7. Juli 2022 bis zum Ende der Amtszeit von Premierminister Boris Johnson am 6. September 2022 als Staatsminister im Verteidigungsministerium (Minister of State, Ministry of Defence). Im Kabinett Truss wurde er am 6. September 2022 Staatsminister für die Streitkräfte und Veteranen im Verteidigungsministerium (Minister of State for the Armed Forces and Veterans) und bekleidete dieses Amt bis zum Rücktritt von Premierministerin Liz Truss am 25. Oktober 2022.